# Karol Marko
Karol Marko (* 2. April 1966 in Bratislava) ist ein ehemaliger slowakischer Fußballspieler und derzeitiger Fußballtrainer.

## Spieler
Als Spieler kam Marko nicht über die zweite slowakische Liga hinaus.

## Trainer
Marko begann als Co-Trainer beim ŠKP Devín. Anschließend war er in gleicher Position beim FK Lamač und bei der A-Jugend von Rapid Bratislava tätig. Über seine Frau, die aus Mexiko stammt, kam er zu einem Engagement beim mexikanischen Drittligisten Jaguares de Acapulco. Nach seiner Rückkehr in die Slowakei coachte Marko die B-Mannschaft von Rapid Bratislava und war anschließend Assistent bei TJ Veľké Leváre und beim ŠK Slovan Bratislava. Im ersten Halbjahr 2005 arbeitete er als Co-Trainer beim polnischen Erstligisten Górnik Zabrze.
Zur Saison 2005/06 wurde er Assistent beim FK AS Trenčín, im März wurde er auf den Cheftrainerposten befördert, den er bis Oktober 2006 innehatte. Im Februar 2007 kam er als Co-Trainer zum MFK Ružomberok, im September wurde er Cheftrainer beim tschechischen Zweitligisten FC Vysočina Jihlava. Zur Saison 2009/10 wechselte Marko zum 1. FK Příbram.
In Italien absolvierte er mehrere Praktika, unter anderem bei Udinese Calcio, dem AC Cesena und Ende 2006 bei Hellas Verona.